# Voacangina
Voacangina (Éster metílico del ácido 18-carboxilico 2-metoxiibogamina) es un derivado de triptamínico que se encuentra principalmente en las raìces del árbol Voacanga africana  así como en otras plantas , como la  Tabernanthe iboga, la Tabernaemontana africana, la Trachelospermum jasminoides y la  Ervatamia yunnanensis. Es un alcaloide de la iboga  el cual sirve como semiprecursor para la síntesis de Ibogaína. Se ha demostrado en animales que tiene las mismas propiedades antiadictivas que la misma ibogaina.